# Maroa (Illinois)
Maroa es una ciudad ubicada en el condado de Macon en el estado estadounidense de Illinois. En el Censo de 2010 tenía una población de 1801 habitantes y una densidad poblacional de 391,1 personas por km².

## Geografía
Maroa se encuentra ubicada en las coordenadas 40°2′11″N 88°57′23″O / 40.03639, -88.95639. Según la Oficina del Censo de los Estados Unidos, Maroa tiene una superficie total de 4.6 km², de la cual 4.6 km² corresponden a tierra firme y (0%) 0 km² es agua.

## Demografía
Según el censo de 2010, había 1801 personas residiendo en Maroa. La densidad de población era de 391,1 hab./km². De los 1801 habitantes, Maroa estaba compuesto por el 96.61% blancos, el 0.56% eran afroamericanos, el 0.44% eran amerindios, el 0.28% eran asiáticos, el 0% eran isleños del Pacífico, el 0.72% eran de otras razas y el 1.39% pertenecían a dos o más razas. Del total de la población el 2.17% eran hispanos o latinos de cualquier raza.